# Olavi Linnonmaa
Arvo Olavi Linnonmaa (30 de maio de 1920 — 25 de maio de 1995) foi um ciclista olímpico finlandês. Representou sua nação nos Jogos Olímpicos de Verão de 1952.
Tio de Harri Linnonmaa.